# Джаве
Джаве (итал. Giave) — коммуна в Италии, располагается в регионе Сардиния, в провинции Сассари.
Население составляет 613 человек (2008 г.), плотность населения составляет 13 чел./км². Занимает площадь 47 км². Почтовый индекс — 7010. Телефонный код — 079.
Покровителем коммуны почитается святой апостол Андрей, празднование 30 ноября.

## Демография
Динамика населения:

## Администрация коммуны
- Официальный сайт: